# Black Mountain College
Black Mountain College blev grundlagt i 1933 i Black Mountain, North Carolina, USA og lukkede 1957. 
Skolen var en reaktion mod de mere traditionelle uddannelsesinstitutioner. I sin kerne var den baseret på den antagelse, at en traditionel uddannelse og en kunstuddannelse skulle gå hånd i hånd og samtidig foregå både inden- og uden for klasseværelset. Ved at kombinere kollektive boformer med en uformel uddannelsesstruktur skabte Black Mountain et gunstigt miljø for det tværfaglige arbejde, der kom til at påvirke kunst og videnskab.
Blandt Black Mountains første professorer var kunstnerne Anni og Josef Albers, som var flygtet fra Tyskland efter, at nazisterne havde lukket Bauhaus. Det var deres progressive arbejde inden for maleri og tekstiler, som først tiltrak studerende fra hele USA.
I fyrrerne tog Black Mountain College imod store kunstnere og tænkere: Walter Gropius, Jacob Lawrence, Willem de Kooning, Robert Motherwell, John Cage, Alfred Kazin, Merce Cunningham og Paul Goodman. Eleverne befandt sig i nærheden af nyskabelser som Buckminster Fullers geodætiske kuppel og noget af den første performancekunst i USA.
Ved slutningen af 40'erne var rygtet af hvad der foregik i North Carolina begyndt at sprede sig over hele landet. I skolens ledelse sad kendte kunstnere og videnskabsfolk som bl.a. William Carlos Williams og Albert Einstein. 
Uddannelsesprogrammet omfattede kurser i poesi og fotografering,  og Black Mountain var blevet center for eksperimenterende undervisning i Amerika, som påvirkede uddannelserne ved andre amerikanske uddannelsesinstitutioner.
I 1953 forlod mange studerende og lærere Black Mountain til fordel for San Francisco og New York og skolen oplevede faldende interesse. Skolen havde gjort sit og lukkede 1957.

## Alumner
- Erik Christian Haugaard

## Eksterne links
- http://www.pbs.org/wnet/americanmasters/database/black_mountain_college.html Arkiveret 1. marts 2014 hos  Wayback Machine
- http://www.theartstory.org/school-black-mountain-college.htm

35°38′N 82°22′V / 35.63°N 82.36°V